# سیارک ۱۸۸۲۳
سیارک ۱۸۸۲۳ (به انگلیسی: 18823 Zachozer، نامگذاری:1999NS20) هجده هزار و هشتصد و بیست و سومین سیارک کشف شده‌است که در ۱۴ ژوئیه ۱۹۹۹ کشف شد.
قدر مطلق سیارک برابر ۱۶.۲ است.